# Ptochophyle eclipsis
Ptochophyle eclipsis là một loài bướm đêm trong họ Geometridae.